# Batile Alake
Batile o Batili Alake fue un destacado cantante de waka nigeriano.
Nació en Ijebu - Igbo, Estado de Ogun, popularizó la inspiración islámica, del género Yoruba, tocó en conciertos y partes de todo Yoruba, y fue el primer cantante de waka en hacer un álbum.